# Volley Soverato 2023-2024
Questa voce raccoglie le informazioni riguardanti il Volley Soverato nelle competizioni ufficiali della stagione 2023-2024.

## Stagione
Nella stagione 2023-24 il Volley Soverato assume la denominazione sponsorizzata di Volley Soverato.
Partecipa per la quattordicesima volta consecutiva al campionato di Serie A2 terminando il girone A della regular season all'ottavo posto in classifica; nella pool salvezza giunge al settimo posto che gli vale la retrocessione in Serie B1.

## Organigramma societario
Area direttiva
- Presidente: Antonio Matozzo
- Vice presidente: Antonietta Condò
- Direttore sportivo: Ilaria Matozzo
- Team manager: Francesco Matozzo

Area tecnica
- Allenatore: Ettore Guidetti
- Allenatore in seconda: Marco Soffici

Area comunicazione
- Ufficio stampa: Saverio Maiolo
- Social media: Francesco Lupo, Antonio Paparazzo
- Fotografo: Fabio Lombardo, Vincenzo Dominijanni

Area sanitaria
- Medico: Pietro Damiani
- Preparatore atletico: Francesco Fiorentino
- Fisioterapista: Federica D'Agostino
- Osteopata: Luigi Criscuolo
- Nutrizionista: Gabriele Mazzia

## Rosa
| N° | Nome              | Ruolo | Data di nascita  | Nazionalità sportiva |
| -- | ----------------- | ----- | ---------------- | -------------------- |
| 1  | Karin Barbazeni   | C     | 24 febbraio 1999 | Italia               |
| 2  | Silvia Romanin    | P     | 27 febbraio 2003 | Italia               |
| 3  | Chiara Coccoli    | O     | 5 maggio 2004    | Italia               |
| 4  | Johanna Montero   | O     | 4 agosto 2001    | Rep. Dominicana      |
| 8  | Gaia Tolotti      | C     | 30 giugno 2003   | Italia               |
| 9  | Anija Jurdža      | S     | 6 dicembre 1999  | Lettonia             |
| 10 | Vittoria Zuliani  | S     | 29 febbraio 2004 | Italia               |
| 12 | Alma Frangipane   | S     | 5 settembre 1996 | Italia               |
| 14 | Giulia Orlandi    | P     | 29 gennaio 2004  | Italia               |
| 15 | Simona Buffo      | S     | 29 agosto 1998   | Italia               |
| 17 | Bibiana Guzin     | C     | 17 agosto 2004   | Italia               |
| 18 | Federica Vittorio | L     | 8 dicembre 1991  | Italia               |
| 34 | Akuabata Okenwa   | O     | 22 luglio 1998   | Stati Uniti          |

## Mercato
| Acquisti                               | Acquisti          | Acquisti             | Acquisti   |
| R.                                     | Nome              | da                   | Modalità   |
| -------------------------------------- | ----------------- | -------------------- | ---------- |
| C                                      | Karin Barbazeni   | Montecchio Maggiore  | definitivo |
| S                                      | Simona Buffo      | Esperia              | definitivo |
| O                                      | Chiara Coccoli    | Academy Modena       | definitivo |
| S                                      | Alma Frangipane   | Montale              | definitivo |
| C                                      | Bibiana Guzin     | Libertas Martignacco | definitivo |
| S                                      | Anija Jurdža      | Nyíregyháza          | definitivo |
| O                                      | Akuabata Okenwa   | Helvia Recina        | definitivo |
| P                                      | Giulia Orlandi    | Marsala              | definitivo |
| P                                      | Silvia Romanin    | Normac               | definitivo |
| L                                      | Federica Vittorio | Assitec              | definitivo |
| Trasferimenti nel corso della stagione |                   |                      |            |
| O                                      | Johanna Montero   | Leskovac             | definitivo |

| Cessioni                               | Cessioni             | Cessioni               | Cessioni   |
| R.                                     | Nome                 | a                      | Modalità   |
| -------------------------------------- | -------------------- | ---------------------- | ---------- |
| S                                      | Mariasofia Barbaro   | San Salvatore Telesino | definitivo |
| C                                      | Ilenia Cecchi        | Garibaldi              | definitivo |
| P                                      | Nicol Cherepova      | Beach World Pescara    | definitivo |
| L                                      | Federica Ferrario    | Cuneo Granda           | definitivo |
| C                                      | Sofia Giambanco      | Teams Catania          | definitivo |
| S                                      | Linda Giugovaz       | WeKondor               | definitivo |
| O                                      | Piia Korhonen        | Helvia Recina          | definitivo |
| P                                      | Emma Malinov         | Volero Le Cannet       | definitivo |
| L                                      | Benedetta Salviato   | ?                      | definitivo |
| S                                      | Courtney Rose Schwan | Roma Club              | definitivo |
| Trasferimenti nel corso della stagione |                      |                        |            |
| S                                      | Anija Jurdža         | Arīs Salonicco         | definitivo |
| O                                      | Akuabata Okenwa      | Chamalières            | definitivo |

## Risultati

### Serie A2

#### Girone di andata
| 1ª Giornata - 8 ottobre 2023 PalaRoma, Montesilvano                 | Beach World Pescara | 0 - 3 | Soverato              | 22-25, 22-25, 28-30              |
| 2ª Giornata - 15 ottobre 2023 PalaScoppa, Soverato                  | Soverato            | 0 - 3 | Talmassons            | 17-25, 17-25, 18-25              |
| 3ª Giornata - 22 ottobre 2023 PalaFrancescucci, Casnate con Bernate | Alba                | 3 - 1 | Soverato              | 25-20, 28-26, 22-25, 25-10       |
| 4ª Giornata - 29 ottobre 2023 PalaGeorge, Montichiari               | Millenium Brescia   | 3 - 0 | Soverato              | 25-19, 25-21, 25-19              |
| 5ª Giornata - 1º novembre 2023 PalaScoppa, Soverato                 | Soverato            | 0 - 3 | Wealth Planet Perugia | 19-25, 15-25, 17-25              |
| 6ª Giornata - 5 novembre 2023 PalaRescifina, Messina                | Sant'Anna           | 3 - 0 | Soverato              | 27-25, 25-18, 25-18              |
| 7ª Giornata - 12 novembre 2023 PalaScoppa, Soverato                 | Soverato            | 3 - 1 | Fratte                | 25-19, 17-25, 25-16, 25-13       |
| 8ª Giornata - 19 novembre 2023 PalaScoppa, Soverato                 | Soverato            | 2 - 3 | Futura Giovani        | 25-20, 25-23, 24-26, 19-25, 8-15 |
| 9ª Giornata - 22 novembre 2023 PalaMarani, Budrio                   | Bologna             | 3 - 1 | Soverato              | 25-16, 17-25, 27-25, 25-18       |

#### Girone di ritorno
| 10ª Giornata - 26 novembre 2023 PalaScoppa, Soverato                      | Soverato              | 3 - 0 | Beach World Pescara | 25-19, 25-15, 25-18               |
| 11ª Giornata - 3 dicembre 2023 Palazzetto dello Sport, Lignano Sabbiadoro | Talmassons            | 3 - 1 | Soverato            | 21-25, 25-19, 25-20, 25-13        |
| 12ª Giornata - 10 dicembre 2023 PalaScoppa, Soverato                      | Soverato              | 0 - 3 | Alba                | 22-25, 21-25, 26-28               |
| 13ª Giornata - 17 dicembre 2023 PalaScoppa, Soverato                      | Soverato              | 3 - 2 | Millenium Brescia   | 17-25, 25-23, 24-26, 25-17, 15-13 |
| 14ª Giornata - 23 dicembre 2023 PalaEvangelisti, Perugia                  | Wealth Planet Perugia | 3 - 0 | Soverato            | 25-16, 25-21, 25-19               |
| 15ª Giornata - 26 dicembre 2023 PalaScoppa, Soverato                      | Soverato              | 0 - 3 | Sant'Anna           | 12-25, 22-25, 20-25               |
| 16ª Giornata - 7 gennaio 2024 Palazzo dello Sport, Trebaseleghe           | Fratte                | 3 - 1 | Soverato            | 25-19, 25-22, 23-25, 26-24        |
| 17ª Giornata - 14 gennaio 2024 PalaBorsani, Castellanza                   | Futura Giovani        | 3 - 0 | Soverato            | 25-18, 25-19, 25-14               |
| 18ª Giornata - 21 gennaio 2024 PalaScoppa, Soverato                       | Soverato              | 3 - 1 | Bologna             | 25-15, 25-23, 22-25, 25-20        |

#### Pool salvezza
| 1ª Giornata - 28 gennaio 2024 PalaScoppa, Soverato        | Soverato             | 3 - 2 | Melendugno           | 19-25, 19-25, 28-26, 25-20, 15-13 |
| 2ª Giornata - 4 febbraio 2024 Geopalace, Olbia            | Hermaea              | 2 - 3 | Soverato             | 25-27, 25-23, 23-25, 29-27, 13-15 |
| 3ª Giornata - 11 febbraio 2024 PalaScoppa, Soverato       | Soverato             | 0 - 3 | Offanengo            | 18-25, 22-25, 26-28               |
| 4ª Giornata - 25 febbraio 2024 Pala CBL, Costa Volpino    | Vallecamonica Sebino | 3 - 0 | Soverato             | 25-17, 25-23, 25-17               |
| 5ª Giornata - 3 marzo 2024 PalaScoppa, Soverato           | Soverato             | 1 - 3 | Lecco Picco          | 26-24, 24-26, 18-25, 27-29        |
| 6ª Giornata - 10 marzo 2024 Palasport Da Copertino, Lecce | Melendugno           | 3 - 0 | Soverato             | 25-20, 25-19, 25-14               |
| 7ª Giornata - 17 marzo 2024 PalaScoppa, Soverato          | Soverato             | 2 - 3 | Hermaea              | 23-25, 25-23, 25-20, 13-25, 7-15  |
| 8ª Giornata - 24 marzo 2024 PalaCoim, Offanengo           | Offanengo            | 3 - 2 | Soverato             | 17-25, 25-16, 25-19, 23-25, 15-9  |
| 9ª Giornata - 30 marzo 2024 PalaScoppa, Soverato          | Soverato             | 3 - 1 | Vallecamonica Sebino | 28-26, 21-25, 25-12, 25-18        |
| 10ª Giornata - 7 aprile 2024 PalaBione, Lecco             | Lecco Picco          | 3 - 0 | Soverato             | 25-18, 25-11, 25-16               |

## Statistiche

### Statistiche di squadra
| Competizione | Punti | In casa | In casa | In casa | In trasferta | In trasferta | In trasferta | Totale | Totale | Totale |
| Competizione | Punti | G       | V       | P       | G            | V            | P            | G      | V      | P      |
| ------------ | ----- | ------- | ------- | ------- | ------------ | ------------ | ------------ | ------ | ------ | ------ |
| Serie A2     | 24    | 14      | 6       | 8       | 14           | 2            | 12           | 28     | 8      | 20     |
| Totale       | -     | 14      | 6       | 8       | 14           | 2            | 12           | 28     | 8      | 20     |

G = partite giocate; V = partite vinte; P = partite perse 

### Statistiche dei giocatori
| Giocatore     | Serie A2 | Serie A2 | Serie A2 | Serie A2 | Serie A2 | Totale | Totale | Totale | Totale | Totale |
| Giocatore     | P        | PT       | AV       | MV       | BV       | P      | PT     | AV     | MV     | BV     |
| ------------- | -------- | -------- | -------- | -------- | -------- | ------ | ------ | ------ | ------ | ------ |
| K. Barbazeni  | 25       | 178      | 77       | 72       | 29       | 25     | 178    | 77     | 72     | 29     |
| S. Buffo      | 28       | 309      | 273      | 17       | 19       | 28     | 309    | 273    | 17     | 19     |
| C. Coccoli    | 19       | 9        | 5        | 2        | 2        | 19     | 9      | 5      | 2      | 2      |
| A. Frangipane | 28       | 278      | 231      | 31       | 16       | 28     | 278    | 231    | 31     | 16     |
| B. Guzin      | 28       | 201      | 138      | 45       | 18       | 28     | 201    | 138    | 45     | 18     |
| A. Jurdža     | 11       | 75       | 66       | 4        | 5        | 11     | 75     | 66     | 4      | 5      |
| J. Montero    | 5        | 56       | 44       | 8        | 4        | 5      | 56     | 44     | 8      | 4      |
| A. Okenwa     | 13       | 179      | 149      | 21       | 9        | 13     | 179    | 149    | 21     | 9      |
| G. Orlandi    | 23       | 47       | 18       | 13       | 16       | 23     | 47     | 18     | 13     | 16     |
| S. Romanin    | 25       | 59       | 23       | 29       | 7        | 25     | 59     | 23     | 29     | 7      |
| G. Tolotti    | 9        | 5        | 2        | 3        | 0        | 9      | 5      | 2      | 3      | 0      |
| F. Vittorio   | 26       | 0        | 0        | 0        | 0        | 26     | 0      | 0      | 0      | 0      |
| V. Zuliani    | 25       | 107      | 92       | 6        | 9        | 25     | 107    | 92     | 6      | 9      |

P = presenze; PT = punti totali; AV = attacchi vincenti; MV = muri vincenti; BV = battute vincenti